# كارل جيرهارد
كارل جيرهارد (بالسويدية: Karl Gerhard)‏ هو كاتب ومخرج ومغني وممثل سويدي، ولد في 14 أبريل 1891 بستوكهولم في السويد، وتوفي في 22 أبريل 1964 في السويد.

## وصلات خارجية
- كارل جيرهارد على موقع IMDb (الإنجليزية)
- كارل جيرهارد على موقع روتن توميتوز (الإنجليزية)
- كارل جيرهارد على موقع ميوزك برينز (الإنجليزية)
- كارل جيرهارد على موقع قاعدة بيانات الأفلام السويدية (السويدية)
- كارل جيرهارد على موقع أول ميوزيك (الإنجليزية)
- كارل جيرهارد على موقع ديسكوغز (الإنجليزية)
- كارل جيرهارد على موقع قاعدة بيانات الفيلم (الإنجليزية)